# Linea nigra

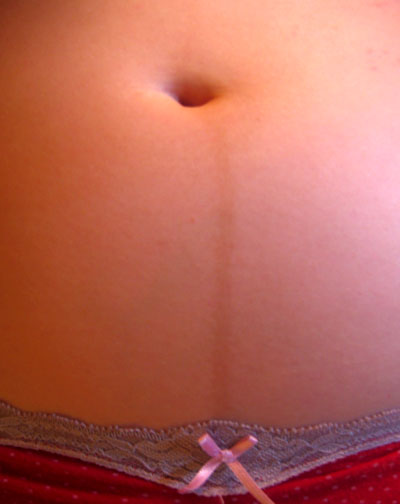
Linea nigra у американки азиатского происхождения на 22 неделе беременности

Linea nigra (с лат. — «чёрная линия») — тёмная вертикальная линия, которая проявляется во время беременности у женщин. Linea nigra сопровождает примерно три четверти всех беременностей.
Обычно представляет собой коричневую полосу около сантиметра шириной. Линия проходит вертикально вдоль средней линии живота от лобка до пупка, но может подниматься до верхней части живота. Появление данной пигментации обусловлено гормональными изменениями. Гормоны, производимые плацентой, влияют на меланоциты. В результате увеличения выработки меланина (которое, в свою очередь, вызывается увеличением количества эстрогенов) возможно также потемнение сосков и кожи вокруг них.
У женщин со светлой кожей Linea nigra проявляется реже, чем у женщин со смуглой кожей (более тёмной пигменатцией). Исчезает данная пигментация через пару месяцев после родов.